# Relazioni bilaterali tra Azerbaigian e Italia
Le relazioni bilaterali tra Italia e Azerbaigian durano da secoli e rimangono tuttora molto forti. L'Azerbaigian ha un'ambasciata a Roma e l'Italia ha un'ambasciata a Baku. Entrambi i Paesi sono membri del Consiglio d'Europa e dell'Organizzazione per la sicurezza e la cooperazione in Europa (OSCE).

## Storia delle relazioni

### Azerbaigian romano (Albania caucasica)

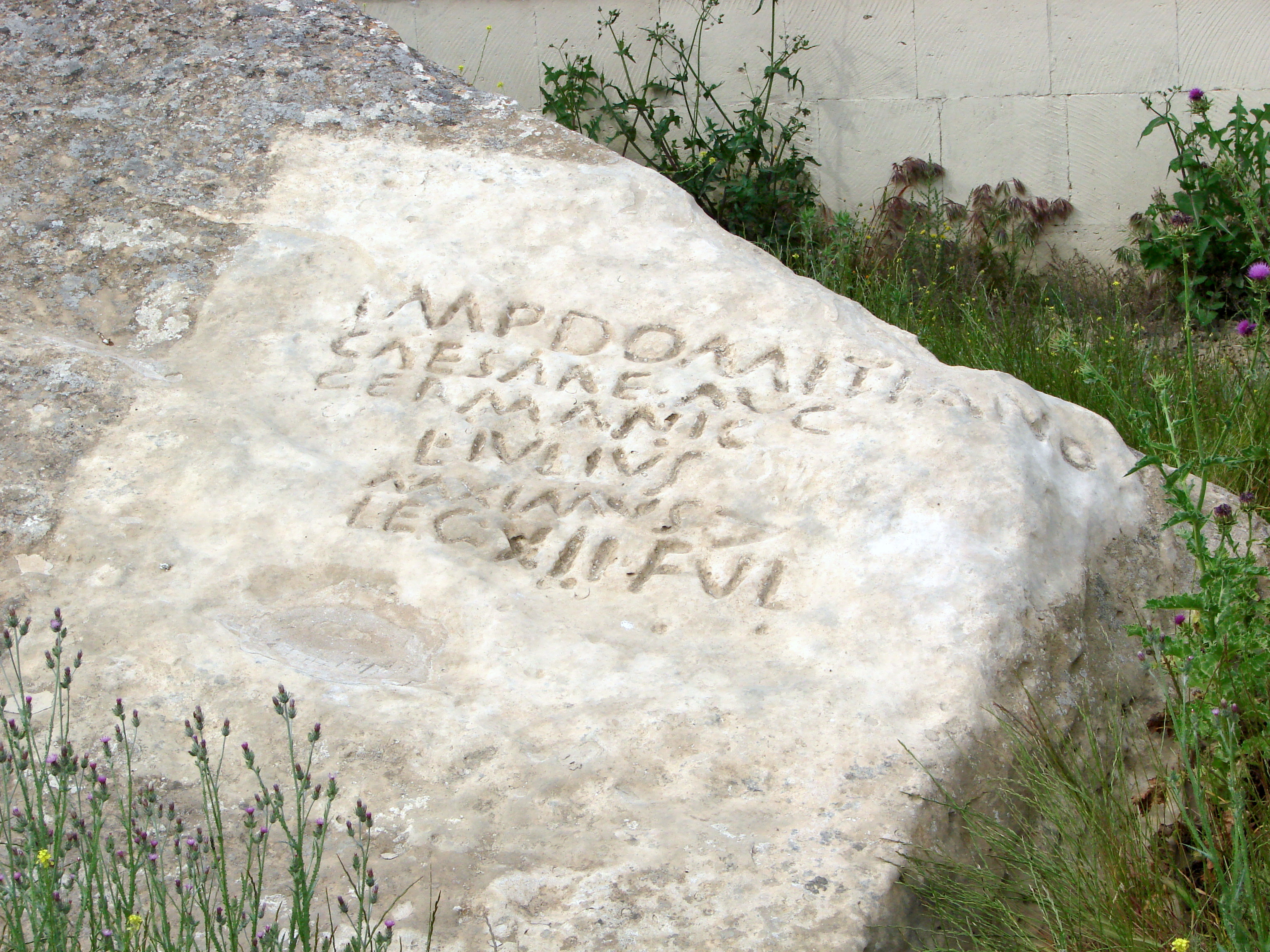
Iscrizione romana a Gobustan, a circa 55 km da Baku

Un'antica iscrizione latina su una roccia nel territorio di Qobustan testimonia che le legioni romane passarono attraverso l'Azerbaigian nei tempi antichi. Nel 75 d.C., la XII Fulminata fu nel Caucaso, dove l'imperatore Vespasiano aveva spedito la legione in supporto dei regni alleati di Iberia caucasica (Georgia) e Albania Caucasica (Azerbaigian). Anche se l'impero romano controllò l'Azerbaigian come uno stato vassallo, l'Azerbaigian, diversamente dall'Armenia e dall'Iberia non fece mai parte integrante dell'Impero romano e protesse la sua indipendenza. L'Albania Caucasica firmò anche un trattato di pace con la Repubblica Romana come attesta Strabone.
Il libro di Sara Ashurbeyli sulla storia di Baku accenna alla possibilità che il villaggio di Ramana (Punjab, Pakistan) sia stato fondato dalle truppe romane di Lucius Julius Maximus della Legio XII Fulminata negli anni c. 84-96 e che il suo nome derivi dal latino Romana. L'impero romano ha lasciato una notevole influenza in Azerbaigian. La cristianità ne è rimasta una traccia. Secondo Strabone, che viaggiò nella regione nel I secolo a. C., le tribù locali praticavano il politeismo ma la cristianità entrò nell'Albania Caucasica all'inizio del I secolo.
Nel IV secolo, l'Impero romano d'Oriente aveva accettato il cristianesimo come religione di Stato, ma la cristianità non si era diffusa tra la nazione così fortemente. Durante le invasioni arabe, gli azeri dovettero accettare l'islamismo perché le religioni politeiste e lo zoroastrismo venivano visti come peccati dalla legge islamica ma la minoranza cristiana fu in grado di proteggere il suo credo (il monoteismo è rispettato dai musulmani) e certe parti dell'Azerbaigian rimasero cristiane.
Nonostante l'islamizzazione dell'Azerbaigian, le più antiche Chiese del Caucaso, la Chiesa Albanese fondata dall'apostolo Yeghishe a Sheki, vicino Kish così come i monasteri di Gandzasar, Targmanchats e Amaras nel Karabagh sono tuttora in condizioni relativamente buone. Oltre al cristianesimo, altra cosa lasciata in eredità dai romani è l'alfabeto latino e la società occidentale dei moderni azeri. Dopo le invasioni arabe il popolo azero adottò l'alfabeto arabo. Ad ogni modo, un alfabeto di tipo latino venne adottato nel 1928 ma poco dopo, nel 1939, il dittatore sovietico Joseph Stalin impose agli azeri l'alfabeto cirillico, che è usato per la lingua russa. Quando l'Azerbaigian ottenne l'indipendenza nel 1991, il capo di stato Ayaz Mütallibov ed il suo parlamento adottò un alfabeto latino. Gli scavi archeologici hanno dimostrato che l'Albania caucasica usava monete romane. L'Azerbaigian protegge tali preziosi beni nei propri musei.

### Aq Qoyunlu e Stati italiani

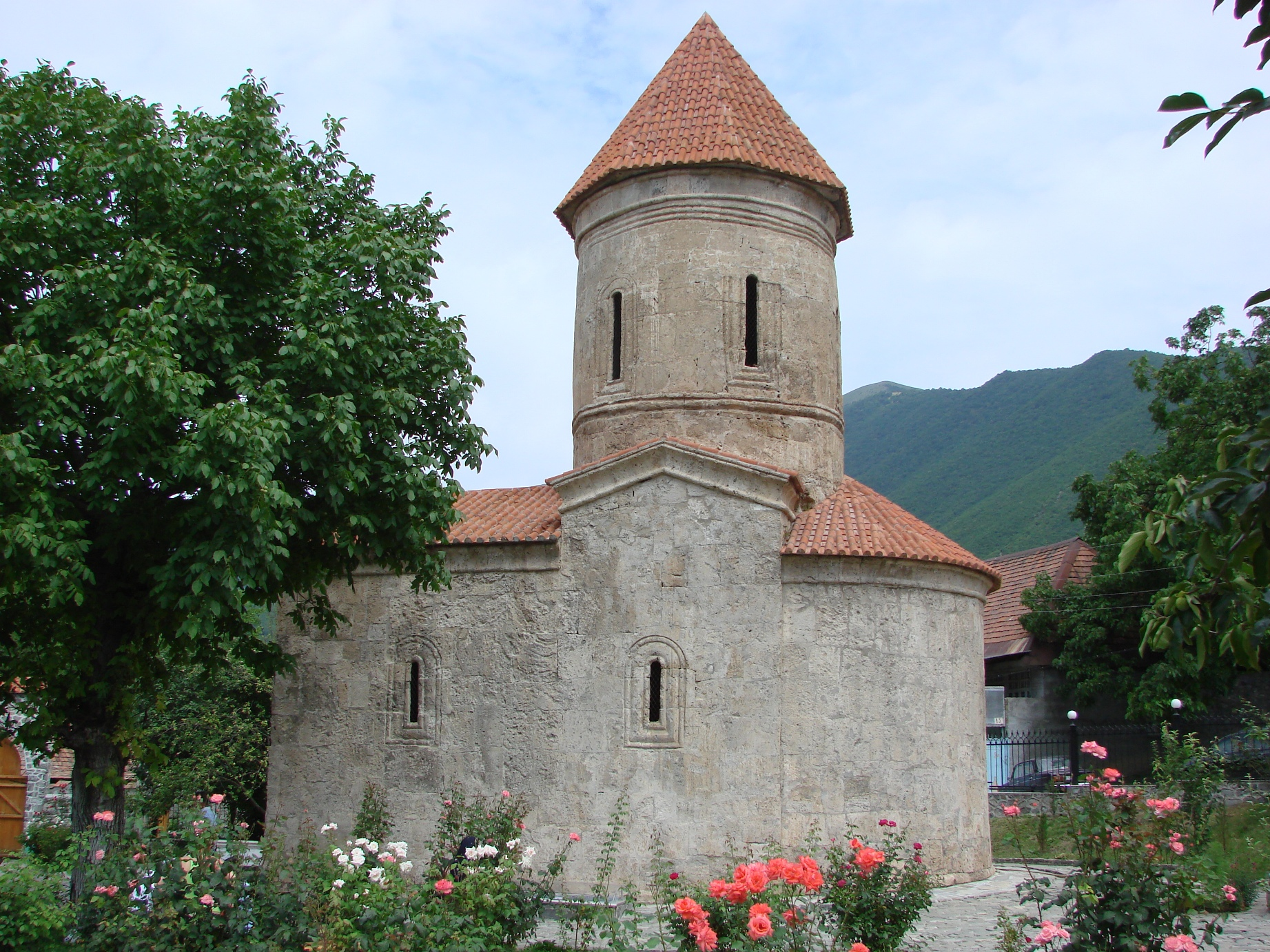
Vista laterale della Chiesa di Kish, che ha funzionato in tempi diversi come chiesa calcedoniana all'interno della Chiesa apostolica autocefala ortodossa georgiana e come chiesa apostolica armena.

La Repubblica di Venezia tentò indipendentemente o insieme di stringere un'alleanza politico-militare con il Governatore della Persia e lo Aq Qoyunlu (Turcomanni della Pecora Bianca) dell'Azerbaigian Uzun Hassan contro l'Impero ottomano. Molte missioni diplomatiche vennero cambiate tra il 1463 e il 1477 Nel dicembre 1463, il senato veneziano optò per entrare in un'alleanza con Hassan.
Lazzaro Quirini fu mandato nell'Impero e negli stessi anni l'ambasciatore dello Aq Qoyunlu, Haji Mohammad, fu inviato a Roma per l'inizio del pontificato di papa Sisto IV e poi a Venezia, mentre Caterino Zeno fu mandato dal senato in una missione simile nell'impero. Zeno si sposò con una nipote della moglie di Uzun Hassan e fu considerato come un membro della sua famiglia ed era molto ben voluto alla sua corte.
Papa Sisto IV fu il più maggiore sostenitore dell'importanza di stabilire contatti con lo Aq Qoyunlu. Poco dopo l'alleanza tra gli Stati italiani, la Persia e l'Azerbaigian venne effettivamente accertata (più volte confermata) e ribadita con forniture militari. Ad Hasan fu promesso il controllo dell'intera Anatolia alla condizione che non avesse costruito nessuna fortezza sulla costa e avesse garantito il libero passaggio delle navi veneziane, ma le sue esitazioni e i suoi rari successi militari lo fecero uscire fuori dallo scenario internazionale. Uzun Hasan morì nel 1478 che può essere anche considerato come l'anno della fine della possibile alleanza tra gli Stati italiani e l'Azerbaigian.

### Impero Safavide
Nel luglio 1501, Ismail I fu incoronato Scià dell'Azerbaigian, e dopo di ciò divenne Scià dell'Iran. Furono stabilite relazioni con gli Stati italiani; rapporti di amicizia e l'intenzione per un'alleanza furono ripetutamente riaffermati ma non ci fu alcun tipo di forte alleanza durante il regno di Ismail o del suo successore Tahmasp I, ma rimasero comunque i forti legami commerciali tra l'Impero Safavide e gli Stati italiani, specialmente durante il regno di Scià Abbas.

### Repubblica Democratica di Azerbaigian
La guerra russo-persiana portò all'invasione, da parte dell'Impero russo, del territorio dell'attuale Azerbaigian, ma dopo il collasso dell'Impero russo, la neocostituita Repubblica Democratica di Azerbaigian fu il primo stato democratico e laico nell'intero mondo musulmano. Il Regno d'Italia fu uno di quei paesi che riuscì a stabilire relazioni diplomatiche con l'Azerbaigian. L'Italia aprì il suo consolato e il suo ufficio militare a Baku. In quei tempi furono organizzate visite ufficiali di delegazioni azere in Italia e di delegazioni italiane in Azerbaigian.

### Relazioni politiche recenti
L'Italia riconobbe l'indipendenza dell'Azerbaigian dall'Unione Sovietica il 1º gennaio 1992. Le relazioni diplomatiche fra i due Paesi furono stabilite l'8 maggio 1992. La prima ambasciata d'Italia nelle repubbliche del Caucaso meridionale fu aperta in Azerbaigian nel 1997. L'ambasciata azera in Italia entrò in funzione nel 2003. Heydar Aliyev effettuò la sua prima visita ufficiale in Italia nel settembre 1997 e fra gli anni 1998-2003 i funzionari governativi italiani visitarono l'Azerbaigian, portando ad accordi sottoscritti in materia di cooperazione in diversi ambiti. L'ambasciatore italiano in Azerbaigian ha dichiarato che i visti si sarebbero potuti presto eliminare tra i due paesi. Nell'aprile 1999 ha aperto un nuovo edificio dell'Ambasciata italiana a Baku.

## Relazioni economiche
L'Italia è diventata il principale partner commerciale dell'Azerbaigian nell'importazione di petrolio greggio e prodotti del petrolio. Il 51,9% delle esportazioni dell'Azerbaigian sono dirette in Italia sin dal 2003. L'Italia esporta in Azerbaigian soprattutto tubi per il settore petrolifero, tabacco, cuoio e mobili. Le visite dei ministri per lo Sviluppo Economico di entrambi i paesi nel 2007 portarono alla firma di accordi sulla cooperazione tra l'Azerbaigian e l'Italia nel settore del gas naturale.

### Cooperazione per il petrolio
Dal 2005 in poi l'Azerbaigian esporta in Italia non meno del 50% del proprio petrolio. Come proprietaria del 5% delle quote in Contract of the Century, la compagnia italiana Eni-Agip ha preso parte alla costruzione dell'oleodotto Baku-Tbilisi-Ceyhan, la cui cerimonia ufficiale di apertura si è tenuta nel giugno 2006. Anche un certo numero di altre compagnie italiane partecipò alla costruzione dell'oleodotto in base al contratto. L'Eni-Agip è anche attiva nel progetto Shahdeniz e nel campo petrolifero di Kyurdashy.

### Cooperazione per la vinicoltura
L'Azerbaigian prevede inoltre di collaborare con l'italiana Vivai Cooperativi Rauscedo nel campo della viticoltura. Italy's Manual Vivai Cooperativi Rauscedo allo scopo di scambiare le esperienze ha invitato i funzionari del Ministero dell'Agricoltura dell'Azerbaigian in Italia.

## Relazioni culturali
Durante l'era sovietica, nel 1972, la città italiana di Napoli e la capitale dell'Azerbaigian Baku hanno stabilito un gemellaggio. Sin da quel tempo, i legami culturali tra culturali tra Italia e Azerbaigian sono diventati più intensi ma le relazioni tra i due paesi hanno una storia molto più antica, che può essere dimostrata dai viaggiatori che visitavano l'Azerbaigian nel Medioevo (incluso Marco Polo) e dal libro di Nasreddin Tusi Interpretation of Euclid's "Elements" tradotto in latino e pubblicato a Roma nel 1594. Nei musei azeri vi sono diverse opere di famosi pittori italiani, e numerosi sono i tappeti e i gioielli prodotti in Azerbaigian sono custodite nei musei e nelle collezioni private in Italia. Fin dalla fine del XIX e dall'inizio del XX secolo a Baku diversi edifici vennero costruiti da famosi architetti italiani. Le opere di Dante e di Petrarca furono tradotte in azero e pubblicate in gran numero.
Alcuni dei più grandi in assoluto cantanti azeri, come Bulbul e Muslim Magomayev, perfezionarono le basi della propria preparazione in Italia. Molti eventi si sono tenuti in entrambi i Paesi. L'Italia è tra quei paesi che prestano assistenza umanitaria in Azerbaigian. L'accordo sugli aiuti umanitari tra l'Azerbaigian e l'Italia, firmato il 1º giugno 2005, è diretto a facilitare e migliorare la dura vita dei rifugiati e degli sfollati interni che si stabilirono in Azerbaigian. Il governo italiano aiutò inoltre diverse istituzioni mediche e sociali in Azerbaigian.